# Hummingbird
Hummingbird is een muziekalbum van Dave Cousins en Rick Wakeman. Deze heren kennen elkaar sinds het eind van de jaren zestig. Cousins had toen al zijn band Strawbs en Wakeman was toen studiomuzikant die werd ingeschakeld bij het album Strawbs. Wakeman trad later toe tot de band maar vertrok naar Yes. Zo af en toe viel Wakeman in, als Cousins weer eens zonder toetsenist zat, zoals bij het album Nomadness. De hoes is een ontwerp van de toenmalige vriendin van Wakeman Alina Bencini, aan wie ook een compositie is gewijd.

## Musici
- Dave Cousins – zang, gitaar;
- Rick Wakeman – toetsen;
- Rick Sanders – viool (1), (7) en (13)
- Chas Cronk – basgitaar op (1), (10)
- Tony Fernandez – slagwerk op (1) en (10)
- Mac McGann – Tiple op (10).

## Composities
1. The young pretender (Cousins/Wakeman)(5:49)
2. Hummingbird (Cousins/Wakeman)(3:41)
3. So shall our love die (Cousins)(3:36)
4. Steppes (Wakeman)(1:23)
5. October to May (Cousins)(3:20)
6. Ice maiden (Wakeman)(0:42)
7. Higher germanie (trad)(4:30)
8. Stone cold is the woman’s heart (Cousins)(4:38)
9. Crie de coeur (Wakeman)(1:26)
10. All in van (Cousins/Wakeman)(3:48)
11. Can you believe (Cousins, Leon, Webb)(4:43)
12. Via Bencini (Wakeman)(2:12)
13. Forever ocean blue (Cousins)(3:36)